# 博斯地区维特赖
博斯地区维特赖（法語：Vitray-en-Beauce，法語發音：[vitʁɛ ɑ̃ bos]），或纯音译作维特赖昂博斯，是法国厄尔-卢瓦省的一个市镇，位于该省南部，属于沙托丹区。

## 地理
博斯地区维特赖（48°16'36"N, 1°25'13"E）面积10.92 平方千米，位于法国中央-卢瓦尔河谷大区厄尔-卢瓦省，该省份为法国北部内陆省份，北起顺时针与厄尔省、伊夫林省、埃松省、卢瓦雷省、卢瓦-谢尔省、萨尔特省和奧恩省接壤。
与博斯地区维特赖接壤的市镇（或旧市镇、城区）包括：蒙布瓦西耶、拉布迪尼耶尔圣卢、布维尔、勒戈-圣但尼、吕普朗泰、梅莱勒维达姆。

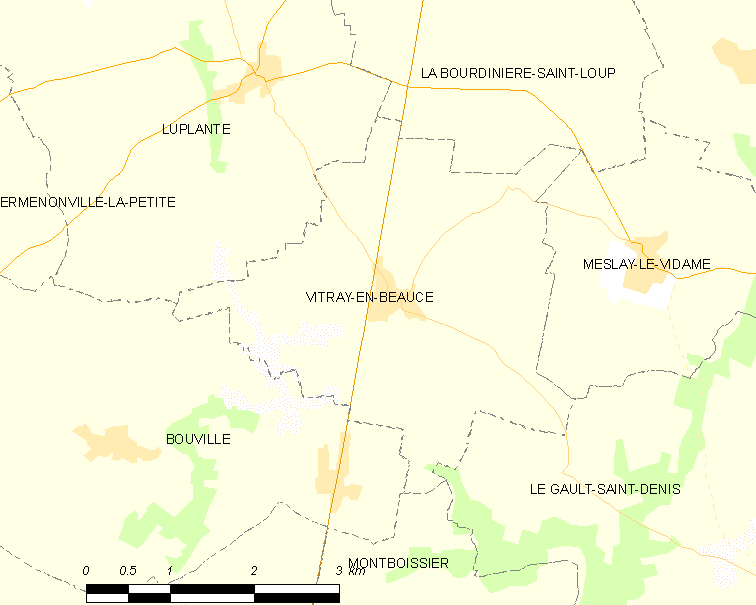
博斯地区维特赖的OSM定位图

博斯地区维特赖的时区为UTC+01:00、UTC+02:00（夏令时）。

## 行政
博斯地区维特赖的邮政编码为28360，INSEE市镇编码为28419。

## 政治
博斯地区维特赖所属的省级选区为莱维拉日沃韦安县。

## 人口

1962-2008年间博斯地区维特赖人口变化图示

博斯地区维特赖于2022年1月1日时的人口数量为353人。